# Myosoricinae
Sous-famille
Les Myosoricinae sont une sous-famille de mammifères insectivores la famille des Soricidae. Ce sont les musaraignes à dents rouges africaines.

## Liste des genres
Selon ITIS (31 mars 2010) :
- genre Congosorex Heim de Balsac & Lamotte, 1956
- genre Myosorex Gray, 1838
- genre Surdisorex Thomas, 1906

## Liste des sous-taxons
Selon Mammal Species of the World (version 3, 2005)  (31 mars 2010) :
- genre Congosorex
  - Congosorex polli
  - Congosorex verheyeni
- genre Myosorex
  - Myosorex babaulti
  - Myosorex blarina
  - Myosorex cafer
  - Myosorex eisentrauti
  - Myosorex geata
  - Myosorex kihaulei
  - Myosorex longicaudatus
    - sous-espèce Myosorex longicaudatus boosmani
    - sous-espèce Myosorex longicaudatus longicaudatus

  - Myosorex okuensis
  - Myosorex rumpii
  - Myosorex schalleri
  - Myosorex sclateri
  - Myosorex tenuis
  - Myosorex varius
  - Myosorex zinki
- genre Surdisorex
  - Surdisorex norae
  - Surdisorex polulus